# 谷口博昭
谷口 博昭（たにぐち ひろあき、1948年8月1日 - ）は、日本の元建設・国土交通官僚、和歌山県出身。元国土交通事務次官。第109代土木学会会長、建設業技術者センター理事長（非常勤）。

## 来歴
和歌山県和歌山市出身。和歌山県立桐蔭高等学校を経て、東京大学工学部土木工学科卒業。建設省入省後は、技官として道路行政に従事。道路局高速道路課長、企画課長、近畿地方整備局長、道路局長等を経て、2006年（平成18年）に技監に、2009年（平成21年）7月24日に、国土交通事務次官に就任した（技官で3人目、道路畑では佐藤信秋以来2人目）。この間にも、土木学会副会長（総務）を2007年（平成19年）度から2008年（平成20年）度にかけて務めた。
谷口の事務次官就任は、1972年（昭和47年）入省組では峰久幸義、春田謙につづき3人目。なお、後任の竹歳誠（東大法卒、国土交通審議官、大臣官房長等を歴任）も1972年（昭和47年）入省組で4人目になる。
事務次官就任後1ヶ月ほど事務次官会見が行われたが、民主党代議士の前原誠司が国土交通大臣に就任し事務次官会見を「廃止」後以降、公式の場に、姿を見せる機会が少なくなった。

## 略歴
- 1972年（昭和47年）5月 建設省入省
- 1979年（昭和54年）4月 建設省中部地方建設局沼津工事事務所建設監督官
- 1979年（昭和54年）5月 建設省中部地方建設局沼津工事事務所調査第二課長
- 1980年（昭和55年）7月 建設省中部地方建設局企画部企画課長補佐
- 1981年（昭和56年）12月 建設省中部地方建設局道路部道路計画第二課長
- 1983年（昭和58年）4月 建設省中部地方建設局道路部道路計画第一課長
- 1985年（昭和60年）11月 建設省道路局国道第一課長補佐
- 1988年（昭和63年）4月 建設省中部地方建設局沼津工事事務所長
- 1990年（平成2年）4月 建設省中部地方建設局企画部企画調査官
- 1991年（平成3年）4月 建設省大臣官房技術調査官
- 1994年（平成6年）4月 建設省道路局企画課道路環境対策室長
- 1995年（平成7年）4月 建設省道路局国道課道路整備調整室長
- 1995年（平成7年）11月 国土庁計画・調整局調整課長
- 1998年（平成10年）11月 建設省道路局高速国道課長
- 1999年（平成11年）7月 建設省道路局企画課長
- 2002年（平成14年）7月 国土交通省近畿地方整備局長
- 2004年（平成16年）7月 国土交通省道路局長
- 2006年（平成18年）7月 技監
- 2009年（平成21年）7月 国土交通事務次官
- 2010年（平成22年）8月 辞職
- 2013年（平成25年）6月 国土技術研究センター理事長
- 2014年（平成26年）5月 全国土木施工管理技士会連合会長
- 2016年（平成28年）6月 日本道路協会会長
- 2017年（平成29年）6月 日本トンネル技術協会会長
- 2018年（平成30年）11月 瑞宝重光章受章[2]
- 2019年（令和元年）6月 建設業技術者センター理事長[3]
- 2021年（令和3年）6月 土木学会会長